# DBOMP
DBOMP (Database Organization and Maintenance Processor) — ранняя иерархическая система управления базами данных от IBM для DOS/360. DBOMP был представлена в конце 1960-х как преемник системы IBM BOMP («Bill of Materials Processor»), представленной в 1965 году, когда стала доступна DOS. Хранение записей BOMP осуществлялась на диске. Сама BOMP была ориентирована на хранение данных Bill of materials (ресурсных спецификаций продуктов).
Несмотря на то, что, также как и BOMP, DBOMP была разработана для решения специализированной прикладной задачи материально-технического учёта для обрабатывающей промышленности, её очень быстро начали использовать за пределами первоначального назначения, как СУБД общего характера. BOMP был назван в соответствии со спецификацией обработки материалов обрабатывающей промышленности в США и специально нацелен на этот сектор промышленности. Основные файлы, в которых система хранила данные, назывались основным файлом номера детали (Part Number Master File) и файлом рабочего центра (Work Centre File), а файлы, в которых хранились связи между записями назывались файлом структуры продукта и файлом маршрутизации. Однако вскоре после первого внедрения BOMP уже использовалась для других целей. Например, один пользователей, разводивший призовых свиней, использовал его, чтобы проследить происхождение своих животных — по аналогии со скаковыми лошадьми, ведь происхождение этих свиней напрямую повлияло на их коммерческую ценность. Возможности BOMP как системы общего назначения были признаны разработчиком в анонсе DBOMP, в которой основные файловые структуры и взаимосвязи остались прежними, но файлы были переименованы, чтобы сделать их менее специфичными для производства.
Существуют некоторые разногласия относительно того, следует ли называть DBOMP иерархической или сетевой СУБД. Однако, их следует отнести к маркетинговому соревнованию между IBM и конкурентными предложениями: сеть стала популярной, а BOMP и DBOMP действительно имели сетевые возможности, но они были ограничены.
Структура баз данных DBOMP ограничивала его использование дисками CKD с не более чем 511 цилиндрами. Прошло много времени, прежде чем это стало проблемой, но более серьезным ограничением было то, что каждый адрес указателя, хранящийся в одной записи для связи с другой, был физическим адресом (Цилиндр / Головка / Запись) на диске. Перемещение файла из одного пакета в другой требовало, чтобы он был помещен в точно такое же физическое положение на новом пакете. Кроме того, если установка переносилась на диски большего размера, всю базу данных приходилось выгружать в последовательные файлы и перезагружать с помощью предоставленного программного обеспечения, чтобы соответствовать новым размерам пакета. Таким образом, прикладной программист был вынужден заниматься управлением указателями на физическое положение данных, размещавшимися в заголовке каждого файла, непосредственно рядом с обычными бизнес-данными. IBM заменила DBOMP DOS-реализацией базы данных IMS, в которой информация о физическом расположении данных была изолирована от прикладных программ.
Структура файлов DBOMP сильно повлияла на более поздние базы данных, такие как Total от Cincom.